# Japońskie zaimki osobowe
Japońskie zaimki osobowe (jap. 人称代名詞 / 人代名詞 ninshō-daimeishi / jin-daimeishi; zaimki osobowe) – zaimki osobowe w języku japońskim.

## Lista zaimków osobowych
Poniższe zaimki mają różne odcienie, a ich użycie i znaczenie zależy od: kontekstu, sytuacji, szczebla zażyłości, hierarchii społecznej i zawodowej, wieku i płci. Jeden zaimek może mieć różne stopnie znaczenia.
| Polski         | Rōmaji         | Hiragana     | Kanji          |
| -------------- | -------------- | ------------ | -------------- |
| ja             | watakushi      | わたくし     | 私             |
| ja             | watashi        | わたし       | 私             |
| ja (kobieta)   | atashi         | あたし       | 私             |
| ja (mężczyzna) | boku           | ぼく         | 僕             |
| ja (mężczyzna) | ore            | おれ         | 俺             |
| ja (mężczyzna) | shōsei         | しょうせい   | 小生           |
| ty             | anata          | あなた       | 貴方           |
| ty             | anta           | あんた       | 貴方           |
| ty             | kimi           | きみ         | 君             |
| ty             | omae           | おまえ       | お前           |
| ty             | temae          | てまえ       | 手前           |
| ty             | kisama         | きさま       | 貴様           |
| on/ona         | ano hito       | あのひと     | あの人         |
| on/ona         | ano kata       | あのかた     | あの方         |
| on             | kare           | かれ         | 彼             |
| ona            | kanojo         | かのじょ     | 彼女           |
| my             | ware-ware      | われわれ     | 我々           |
| my             | watashi-tachi  | わたしたち   | 私達           |
| my             | watashi-domo   | わたしども   | 私共           |
| my (mężczyżni) | boku-tachi     | ぼくたち     | 僕達           |
| my (mężczyźni) | bokura         | ぼくら       | 僕等           |
| my (kobiety)   | atashi-tachi   | あたしたち   | あたし達       |
| wy             | anata-tachi    | あなたたち   | 貴方達         |
| wy             | anata-gata     | あなたがた   | 貴方方; 貴方々 |
| wy             | kimi-tachi     | きみたち     | 君達           |
| wy             | kimira         | きみら       | 君等; 君ら     |
| oni            | ano hito-tachi | あのひとたち | あの人達       |
| oni            | ano kata-gata  | あのかたがた | あの方々       |
| oni            | karera         | かれら       | 彼等           |
| one            | kanojo-tachi   | かのじょたち | 彼女達         |